# Rivière La Reine
Rivière La Reine är ett vattendrag i Kanada.   Det ligger i provinserna Québec Ontario, i den sydöstra delen av landet, 500 km nordväst om huvudstaden Ottawa.
Omgivningarna runt Rivière La Reine är en mosaik av jordbruksmark och naturlig växtlighet. Runt Rivière La Reine är det mycket glesbefolkat, med 3 invånare per kvadratkilometer.